# Paksan

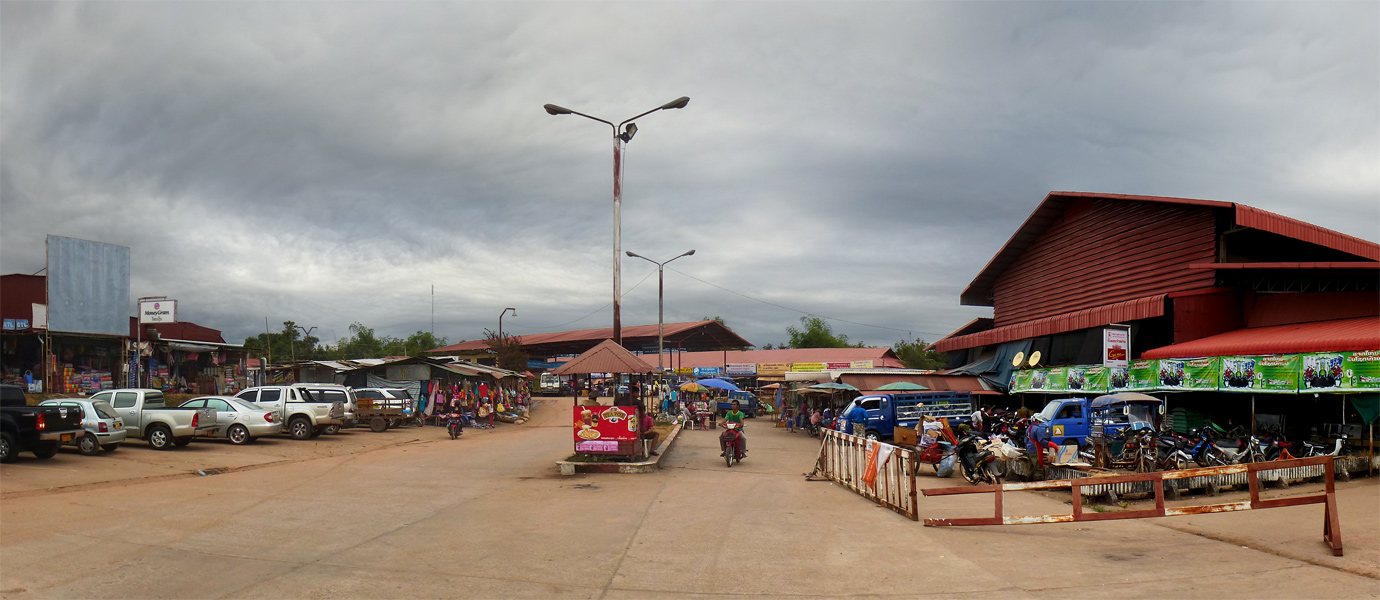
Paksan

Paksan is een stad in Laos en is de hoofdplaats van de provincie Bolikhamsai.
Paksan telt ongeveer 26.700 inwoners.